# Tömény
Tömény vagy más alakban tümen, tyumen: 10 000 főt számláló katonai egység a sztyeppei népeknél (hun, magyar, mongol, török). A tízes rendszerű katonai szervezettség legmagasabb foka (tized, század, ezred, tömény). Mai fogalmaink szerint leginkább a hadtestnek felel meg. Innen származik az Oroszországban található Tyumeny város neve is.
Dzsingisz kán seregében egy hadtest (tümen) 10 000 katonát számlált. A hadtesteket tíz ezredre (minghan) osztották fel, melyben 1000 katona volt. Egy minghannak tíz lovas százada (yaghun) volt, 100-100 lovassal, s minden lovas századnak 10 darab 10 fős osztaga (arban). A tümenek és a minghanok parancsnokait egyenesen a kán nevezte ki. A többi egység vezetőjét a tagok választották meg rangtól függően.
A Török Hadseregben ma is használt katonai egységnév: 6–10 000 főt jelöl.